# Dommelbeemd
Dommelbeemd is een wijk in het stadsdeel Woensel-Noord in de stad Eindhoven, in de Nederlandse provincie Noord-Brabant. De wijk ligt in het noorden van Eindhoven, in het oosten van Woensel-Noord, bij de voormalige beemden van de Dommel. Op 1 januari 2023 telde de wijk 13.355 inwoners, verdeeld over 6.107 woningen, met een gemiddelde WOZ-waarde van € 340.000, op een oppervlakte van 5,15 km².
De wijk bestaat uit de volgende buurten:
- Eckart
- Luytelaer
- Vaartbroek
- Heesterakker
- Esp
- Bokt